# Jurij Kušnarëv
Jurij Viktorovič Kušnarëv (in russo Юрий Викторович Кушнарёв?; Mosca, 6 giugno 1985) è un rugbista a 15 russo, mediano d'apertura dell'Krasnyj Jar e, al 2020, miglior realizzatore internazionale di punti per il suo Paese.

## Biografia
Cresciuto nel VVA-Podmoskov'e, squadra dell'Oblast' di Mosca con cui vinse cinque titoli di campione russo tra il 2003 e il 2013, debuttò in Nazionale nel 2005 contro la Rep. Ceca nel corso del campionato europeo 2004-06 marcando 10 punti all'esordio (una meta, una trasformazione e un piazzato); con la Russia guadagnò la qualificazione alla Coppa del Mondo di rugby 2011 marcando i suoi primi punti nella competizione contro gli Stati Uniti, dai quali la Russia fu sconfitta 6-13.
A fine 2011 ebbe un periodo di prova nella franchise australiana dei Melbourne Rebels, ivi segnalatovi dal suo compagno di nazionale, il russo-australiano Adam Byrnes; tuttavia la cosa non ebbe seguito, e Kušnarëv tornò al VVA per la stagione successiva.
Nel 2013 si trasferì al Kuban di Krasnodar dal quale si svincolò nel 2014 per inadempienze contrattuali del club, successivamente firmando un contratto per lo Enisej-STM di Krasnojarsk, città della Siberia centrale, in cui milita dal 2014.
Chiamato in patria «il Jonny Wilkinson russo», all'epoca della Coppa del Mondo di rugby 2011 era il secondo miglior realizzatore internazionale del suo Paese dietro Konstantin Račkov (terzo, considerando Igor Mironov, recordman assoluto tra Unione Sovietica e Russia); nel frattempo, raggiunti i 511 punti dopo le qualificazioni alla Coppa del Mondo 2015 e l'inizio del campionato europeo 2014-16, divenne il miglior realizzatore in assoluto della Nazionale russa, record consolidato con il tempo fino a giungere a 784 a tutto il 2020.

## Palmarès
- Campionati russi: 5
VVA-Podmoskov'e: 2006, 2007, 2008, 2009, 2010
Enisej-STM: 2014
- European Rugby Continental Shield: 2
Enisej-STM: 2016-17, 2017-18